# أندرو هيني
أندرو هيني (بالإنجليزية: Andrew Heaney)‏ هو لاعب كرة قاعدة أمريكي، ولد في 5 يونيو 1991 في أوكلاهوما سيتي في الولايات المتحدة.

## وصلات خارجية
- أندرو هيني على موقع دوري كرة القاعدة الرئيسي (الإنجليزية)
- أندرو هيني على موقعبيزبول رفرنس.كوم (الدوري الرئيسي) (الإنجليزية)
- أندرو هيني على موقعبيزبول رفرنس.كوم (الدوري الثانوي) (الإنجليزية)
- أندرو هيني على موقع إي إس بي إن.كوم (أم.أل.بي) (الإنجليزية)
- أندرو هيني على موقع مشجعي الرسوم البيانية (الإنجليزية)